# Kiki Iriafen
Okikiola "Kiki" Iriafen est une joueuse nigériano-américaine de basket-ball née le 26 août 2003 à Tarzana en Californie.
Elle évolue au sein de l'équipe féminine des Mystics de Washington en Women's National Basketball Association (WNBA). Sélectionnée en quatrième position de la Draft WNBA 2025, elle est nommée au All-Star Game dès sa première année.

## Biographie

### Jeunesse
Kiki Iriafen naît le 26 août 2003 à Tarzana, un quartier de la ville de Los Angeles en Californie situé dans la vallée de San Fernando.
Elle étudie à la Harvard-Westlake School, un lycée indépendant de Los Angeles où elle intègre l'équipe de basket-ball. Elle est élue deux fois joueuse de l'année par le Los Angeles Daily News et est nommée dans la McDonald's All-American Team lors de sa dernière année. Au cours de sa saison junior, elle mène son équipe au titre de la division 1 de la section sud de la Fédération interscolaire de Californie (CIF Southern Section) et en est nommée joueuse de l'année. 
Kiki Iriafen quitte l'école en tant que meilleure marqueuse et meilleure rebondeuse de l'histoire du programme. Elle est classée recrue cinq étoiles par ESPN.

### Carrière universitaire
Kiki Iriafen rejoint l'université Stanford, préférant cette offre à celles de Baylor, Université de Californie à Los Angeles (UCLA), UConn et Notre-Dame.
Lors de sa première saison en National Collegiate Athletic Association (NCAA), elle cumule en moyenne 4,2 points et 2,2 rebonds par match en sortie du banc. Elle est nommée dans l'équipe des recrues de l'année de la Pac-12 par les médias de la ligue. Lors de sa deuxième saison, elle a enregistré une moyenne de 6,7 points et 3,8 rebonds par match. 
Kiki Iriafen se révèle lors de sa saison junior où elle enregistre en moyenne 19,4 points et 11,0 rebonds. Elle est nommée joueuse ayant le plus progressé de la Pac-12 et s'inscrit sur le portail de transfert de la NCAA. Elle est transférée à l'Université de Californie du Sud (USC), à Los Angeles, sa ville natale. 
Kiki Iriafen continue de développer son jeu avec les Trojans de l'USC et cumule en moyenne 18,0 points, 8,4 rebonds et 1,8 passes décisives. Avec l’autre star universitaire JuJu Watkins, elle contribue à mener les Trojans au titre de la Big Ten Conférence, qui regroupe 18 universités situées dans le Midwest et côte ouest des États-Unis. Lors du deuxième tour du tournoi féminin de la NCAA, elle comble l'absence de sa coéquipière gravement blessée au ligament croisé antérieur. Elle inscrit 36 points, prend 9 rebonds et réalise 2 contres lors de la victoire 96-59 contre Bulldogs de Mississippi State et permet aux Trojans d'accéder au Sweet 16 de la NCAA,. 
En avril 2025, elle s'engage avec la marque de chaussures Skechers, Elle est la première athlète universitaire à être sponsorisée par cet équipementier,.

### Carrière professionnelle
Kiki Iriafen est sélectionnée le 14 avril 2025 par les Mystics de Washington en quatrième position de la Draft WNBA, derrière Paige Bueckers, Dominique Malonga et Sonia Citron. Elle est la cinquième joueuse d'origine nigériane sélectionnée. Elle s'attache à représenter ses racines et sa culture en WNBA afin de servir d'exemple « pour les filles nigérianes, les petites filles noires, les filles de Los Angeles ».
Elle fait ses débuts professionnels le 16 mai, lors de la victoire contre le Dream d'Atlanta, inscrivant 14 points in 28 minutes.
Kiki Iriafen est sélectionnée pour participer au All-Star Game de la WNBA, le 19 juillet au Gainbridge Fieldhouse d'Indianapolis. Elle rejoint l'équipe de Caitlin Clark avec l'autre jeune recrue des Mystics, Sonia Citron,.